# Патрик Твумаси
Патрик Твумаси (на английски: Patrick Twumasi) е ганайски футболист, полузащитник, който играе за Депортиво Алавес.

## Кариера

### Спартак Юрмала
Петрик Твумаси се присъединява към латвийския клуб Спартак Юрмала от академията на Ред Бул Гана преди сезон 2012 г. Скоро той се утвърждава като титуляр, отбелязвайки 10 гола в 22 мача и става голмайстор на отбора. В началото на сезон 2013, Твумаси вкарва 6 гола в първите 9 мача и избран за играч на месец май 2013 г.

#### Наеми
През юли 2013 г. е даден под наем на казахстанския Астана. Той отбелязва 6 гола в 11 мача и по-късно се връща в Спартак.
Преди сезон 2014 г. Твумаси е преотстъпен на руския клуб от Премиер лигата Амкар Перм. Той прави дебюта си в руската Премиер лига на 10 март 2014 г. в мач срещу Волга Нижни Новгород.
На 9 юли 2014 г. отново се присъединява към Астана за остатъка от сезон 2014. Вкарва 10 гола в 11 мача и става голмайстор на клуба, който печели титлата.

### Астана
Твумаси подписва договор с Астана преди сезон 2015, въпреки че привлича вниманието и на европейски клубове.
На 27 юли 2017 г. продължава своят договор за още 2 години.

### Депортиво Алавес
На 27 юли 2018 г. преминава в Депортиво Алавес, като подписва за 4 години.

## Отличия
Астана
- Висша лига на Казахстан (4): 2014, 2015, 2016, 2017
- Суперкупа на Казахстан (1): 2015